# West York (isla)
La isla West York o isla Likas (tagalo: Likas, chino simplificado: 西 月 岛, chino tradicional: 西 月 岛, pinyin: Xīyuè dǎo; vietnamita: Đảo Dừa (Bến Lạc)), con una superficie de 18,6 hectáreas (0,18 km²), es la tercera isla más grande de las Islas Spratly en el sur del Mar de la China. Además, es la segunda isla más grande de las ocupadas por Filipinas de entre ese mismo grupo de islas. 

## Geografía
Es de 530 yardas (485 m) de ancho en su parte más ancha, y 330 yardas (302 m) de longitud. Se encuentra a 47 millas (76 km) al noreste de la isla de Pagasa (Isla Thitu), en la ciudad de Kalayaan, Palawan. Su mayor elevación es de 30 metros (98 pies). Varios soldados filipinos están estacionados aquí. Esta isla también es reclamada por China, Taiwán y Vietnam. Esta isla es administrada por las Filipinas, como parte de Kalayaan, Palawan. Likas es una palabra en tagalo que significa la naturaleza.
No hay edificios en la isla, a excepción de las ruinas de las casas construidas por los soldados japoneses durante la Segunda Guerra Mundial, y un pequeño puesto de observación de Filipinas, donde los soldados filipinos estacionados se guarecen.
La Isla de West York (o Likas) pertenece a la Municipalidad de Kalayaan, Palawan. Sin embargo, debido a que no hay población civil en esta isla, no puede acogerse a ninguna subdivisión política de Filipinas. Kalayaan, Palawan es el único municipio en las Filipinas que posee un solo barangay. los Barangays son subdivisiones políticas que comprenden los municipios de Filipinas y sus ciudades. El barangay solitario de Kalayaan esta en la isla Pagasa (Thitu), que tiene unos 300 civiles.
Debido a que es la segunda isla más grande entre las islas Spratly ocupadas por Filipinas, los funcionarios municipales proponen que esta isla se ocupe con colonos civiles en los próximos años. Si lo logra, Likas será el segundo barangay de Kalayaan. Sin embargo, en la superficie de Likas sólo los buques de guerra actualmente son capaces de llegar a la isla. Un estimado de 300 millones de pesos (7,5 millones de dólares estadounidenses) serán necesarios para construir una pista de aterrizaje, un sitio de atraque, algunos trabajos de ganancia de tierras al mar y otras estructuras necesarias para apoyar a una posible comunidad aislada.